# IWG
IWG (ранее Regus) — транснациональная компания, предоставляющая услуги аренды офисных помещений, миниофисов и незакрепленных рабочих мест по всему миру. По данным на 30 января 2015 года, в сеть входят 2300 офисных объектов в 850 городах 104 стран мира. IWG основана в Брюсселе (Бельгия) в 1989 году, штаб-квартира компании располагается в Люксембурге. Штат IWG насчитывает 8700 сотрудников, акции компании торгуются на Лондонской фондовой бирже и включены в индекс FTSE 250. IWG зарегистрирована в Сент-Хелиере (Джерси). По итогам 2014 года, выручка компании составила 1,676 миллиарда фунтов стерлингов.

## IWG в России
IWG работает в России с 1998 года. Российская сеть IWG охватывает 15 бизнес-центров, включая 11 в Москве, 2 в Санкт-Петербурге и по одному в Екатеринбурге и Челябинске. Первый офисный центр IWG открылся в ТЦ «Смоленский пассаж» в Москве в сентябре 1999 года. Сейчас это крупнейший центр IWG в России, его вместимость — почти 700 рабочих мест. Новый офисный центр «Синоп» в Санкт-Петербурге стал доступен клиентам в октябре 2014 года. На рынок Екатеринбурга компания вышла в конце 2015 года, а осенью 2016 года открылся бизнес-центр компании в Челябинске.
Клиенты IWG в России могут воспользоваться обслуживаемыми офисами, бизнес-гостиными, объектами для проведения деловых встреч, миниофисами, коворкингами, услугами виртуальных офисов и студиями для видеоконференцсвязи, а также поддержкой при организационных сбоях.

## История
В 1989 году, находясь в командировке в Брюсселе, британский предприниматель Марк Диксон заметил, что из-за недостатка профессиональных офисных помещений многим бизнесменам приходится работать в гостиницах и кафе. Он решил найти более удобный способ работы в дороге или дома — полностью оборудованные, меблированные и укомплектованные персоналом офисы, которые можно арендовать для временного использования. Первый бизнес-центр Regus открылся в том же году в Брюсселе, Бельгия.
В 1994 году компания Regus начинает работать в Латинской Америке, открыв офис в Сан-Паулу и ещё 36 бизнес-центров по всему миру. В 1999 году Regus выходит на азиатский рынок, открыв первый центр в Пекине (Китай).
Компания провела успешное IPO акций на Лондонской фондовой бирже в 2000 году.
В 2001 году Regus активизировала экспансию на рынок США и приобрела сеть бизнес-центров «Стратис». Позже в 2001 году бизнес-центр Regus на 93 этаже Южной Башни Всемирного торгового центра был разрушен во время террористического акта 11 сентября; в результате теракта погибли пять сотрудников Regus. Компания неоднократно подвергалась критике за недостаточную поддержку семей жертв трагедии, однако, по словам представителей Regus, компания активно оказывала помощь всем без исключения семьям погибших сотрудников.
В 2002 году Regus продала контрольный пакет акций (58 %) своего бизнеса в Великобритании компании Rex 2002 Limited, подразделению Alchemy Partners. Это позволило Regus, испытывающей на тот момент серьезные финансовые затруднения, привлечь 51 миллион фунтов стерлингов.
В 2003 году Regus подала заявление о банкротстве по условиям Главы 11 Кодекса США о банкротстве (защита от кредиторов с дальнейшей реорганизацией деятельности) для своего американского подразделения, которое переживало не лучшие времена на фоне так называемого «пузыря доткомов»
. Менее чем через год Regus отозвала заявление после того, как провела реструктуризацию бизнеса, профинансированную за счёт дохода от своей доли в бизнесе в Великобритании.
Regus стала крупнейшим в мире поставщиком решений в сфере организации рабочего пространства, когда в 2004 году приобрела своего главного конкурента — компанию HQ Global Workplaces, в то время крупнейшего оператора бизнес-центров в США. Бывшая штаб-квартира HQ Global Workplaces в Эддисоне, штат Техас, стала одним из офисов Regus.
В 2006 году компания совершила обратный выкуп своего бизнеса в Великобритании за 88 миллионов фунтов стерлингов, что ознаменовало возрождение компании после финансовых неудач. Позже в этом году Regus приобрела сеть бизнес-центров в американских аэропортах Laptop Lane. Число клиентов Regus превысило 200 тысяч.
В 2006 году компания договорилась о партнерстве с Air France-KLM и American Airlines, обеспечивающее путешественникам бизнес-класса привилегированный доступ к услугам Regus, а в 2007 году соглашение, предоставляющее аналогичные преференции владельцам карт Business Platinum, было подписано с American Express.
2007 год ознаменовался для Regus дальнейшей экспансией на мировой рынок — компания открыла бизнес-центры в Болгарии, Иордании, Кении и Катаре.
В июне 2008 года Regus представила инновационную программу Businessworld, членство в которой обеспечивает участникам гибкий доступ к сервисам Regus в любом бизнес-центрe компании по всему миру. Сервис ориентирован на часто путешествующих клиентов, позволяя им использовать преимущества международного охвата Regus.
С 14 октября 2008 года Regus Group plc переименована в Regus plc. Regus plc была создана как холдинговая компания для Regus Group plc, что позволило разместить штаб-квартиру в Люксембурге и зарегистрироваться в Джерси. Как Люксембург, так и Джерси являются офшорными финансовыми центрами, предоставляющими благоприятные условия для ведения бизнеса. Помимо Люксембурга, Regus имеет штаб-квартиры в Чертси (Суррей, Великобритания) и Эддисоне (Техас, США).
Экспансия Regus продолжилась открытием новых бизнес-центров. Компании также удалось добиться пересмотра условий лизинговых соглашений с владельцами коммерческой недвижимости в Великобритании в свою пользу, что позволило сократить издержки, но вызвало недовольство индустрии.
Премьер-министр Великобритании Дэвид Кэмерон 5 июля 2012 года объявил, что Regus предоставит 30 тысячам молодых предпринимателей со всей Англии доступ к своей глобальной сети бизнес-лаунжей и административную поддержку. Программа, которая обойдется Regus в 20 миллионов фунтов стерлингов, поможет начинающим предпринимателям в развитии стартапов. Она дополнит программу правительства Великобритании StartUp Loans.
19 февраля 2013 года Regus получила контроль над MWB Business Exchange, вторым крупнейшим поставщиком обслуживаемых офисов, заплатив 65,6 миллиона фунтов стерлингов.
В 2013 году Непал стал 100-й страной, где работает Regus, в индийском городе Пуна открылся 1500-й офисный центр Regus, а число клиентов компании превысило 1,5 миллиона.
В 2014 году Regus открыла 2300-й бизнес-центр в Боулдере, штат Колорадо, а также лишь за первый квартал расширила свою сеть ещё на 50 городов. Кроме того, были подписаны важные сделки с аэропортами Хитроу и Гатвик, а также с правительством Сингапура. Число клиентов Regus превысило 2,1 миллиона.

## Операции и сервисы
Regus и его бренды (HQ и Regus Express) предоставляют услуги аренды обслуживаемых офисов, виртуальных офисов, переговорных комнат и студий для видеоконференцсвязи на контрактной основе. Компания ведёт операции в 104 странах мира и поддерживает свыше 2300 бизнес-центров, что делает её крупнейшим в мире поставщиком решений для гибкой организации рабочего процесса.

## Головной офис
Штаб-квартира Regus располагается в Люксембурге по адресу 26, Boulevard Royal, L-2449.

## Руководство
Общая сумма годовой компенсации генерального директора IWG Марка Диксона составляет 2,77 миллиона фунтов стерлингов, из которых 587 тысяч фунтов стерлингов приходится на базовую зарплату. Финансовый директор IWG Доминик Йетс получил за 2014 год компенсацию в сумме 798,5 тысяч фунтов стерлингов, включая 320,8 тысячи фунтов стерлингов базовой зарплаты.